# En krigares hjärta
En krigares hjärta är en fantasybok av Niklas Krog från 1997. Boken är den första delen i trilogin om Frihetskrigen.
Boken handlar om den unge kämpen Sayn Shanda och wyvern Sheeba. De har blivit utposterade som gränsvakter på ön Akraig-im-Salem, Ön-i-havet. Han möter en av Urmakternas utvalde, och Sayn tycks vara den andre utvalde.